# 渡辺久綱
渡辺 久綱（わたなべ ひさつな）は、江戸時代中期の尾張藩の江戸家老。

## 出自
徳川十六神将の一人で「槍の半蔵」として著名な渡辺半蔵守綱の弟で徳川家康の御旗奉行を務め、長篠の戦いで真田源太左衛門信綱を討ち取る等の手柄を立てた渡辺新左衛門政綱に始まる渡辺新左衛門家は、政綱の嫡男で家康の命により尾張藩に配属された渡辺新左衛門秀綱の惣領だった渡辺若狭守直綱が後に紀伊和歌山藩主となる徳川頼宣に召し出されて8000石を賜り同藩の家老になり、秀綱の三男で直綱の実弟の新左衛門景綱が父・秀綱の家督を継いて尾張藩の御年寄加判となるという、徳川家内では名門だった。

## 略歴
景綱の嫡孫で、長年名古屋城御城代を務めた渡辺元綱の子として誕生した。
元禄8年（1695年）1月29日、初めて尾張藩3代藩主・徳川綱誠に拝謁する。元禄15年（1702年）11月22日、元服して名を半十郎に改める。享保2年（1717年）5月19日、御城詰となる。享保4年（1719年）6月14日、父・元綱が病死。8月19日に久綱が家督2300石を相続、大寄合となる。
6代藩主・徳川継友に重用され、享保4年（1719年）9月11日に江戸にて江戸定詰御年寄加判に任ぜられる。翌日、通称を新左衛門に改める。同心3騎を配属され、10月8日にはさらに弾正に改名する。享保6年（1721年）7月14日には700石を加増されて、さらに2年後の享保8年（1723年）6月9日には同心2騎が追加される。享保10年（1725年）12月26日に叙任し、従五位下、長門守に任ぜられる。
享保11年（1726年）1月13日に江戸にて早世した。尾張藩重臣渡辺新左衛門家は、実弟の半之右衛門綱忠が家督3000石のうち2000石をもって相続が許されることになる。

## 系譜
- 父：渡辺新左衛門元綱（尾張藩重臣、2300石）
- 母：渡辺源太左衛門綱久（旗本、渡辺半蔵守綱の孫）の娘
- 兄弟姉妹
  - 兄弟：下條庄右衛門孝正（尾張藩重臣で2500石・下條庄右衛門正春の養子となり跡を継いだ）
  - 兄弟：寺西藤左衛門昌豊（尾張藩御老中を務めた3000石・寺西藤左衞門政矩の名跡を継いだ）
  - 兄弟：渡辺半十郎綱忠（久綱の跡を継いだ）
  - 姉妹：寺西図書雅宣（寺西藤左衞門政矩の惣領だったが早世）の室
- 子
  - 女子：織田近江守貞辰（尾張藩家老を務めた。4000石）の室
  - 女子：成瀬大和守正明（尾張藩御老中を務めた。4000石）の室